# Muzeum řemesel Moravské Budějovice
Muzeum řemesel Moravské Budějovice je muzeum v Moravských Budějovicích a je součástí Muzea Vysočiny Třebíč. Hlavní část sbírek muzea je od roku 1947 uložena v budově moravskobudějovického zámku s hlavním vchodem z Náměstí míru. zámek je pozdně renesanční stavba z r. 1666. Ředitelem muzea do začátku roku 2016 byl Václav Kovář, ten pak byl nahrazen Petrem Beránkem.

## Historie muzea a sbírek
Vznik sbírek muzea je jako u mnoha jiných muzeí v dnešní České republice spojen s Národopisnou výstavou, konanou v Praze r. 1895. V té době se ve městě nashromáždila řada exponátů z nichž některé putovaly na tuto výstavu. Jednalo se převážně o starožitnosti a řemeslnicky, historicky nebo umělecky hodnotné předměty. Ze shromážděného materiálu vznikla první expozice, která byla provizorně uložena v prostorách radnice. V následujících letech se sice sbírka stále rozrůstala ale nikým nebyla systematicky zpracována.
Tato situace se změnila s příchodem profesora Františka Jecha v r. 1912. Ten se ujal místního muzea, založil zdejší archiv a začal psát kroniku města. František Jech byl významným kulturním buditelem se zájmem o celý region. S jeho příchodem pozornost veřejnosti věnovaná muzeu vzrostla. V té době v Moravských Budějovicích pracoval také významný archeolog Jaroslav Palliardi, který svými nálezy rovněž přispěl k rozšíření expozice muzea. Muzeum spoluzakládal Josef Fišer.

### Po první světové válce
Roku 1922 bylo ustanoveno kurátorium a muzeum definováno jako Krajinské (okresní). Zvoleným správcem se stal František Jech. Pod jeho správcovstvím se muzeum zaměřilo na památky lidového umění, průmyslu a místních řemesel. U mnoha z nich právě zanikaly původní postupy práce, jiné zanikly docela. Tak vznikl základ dnešní expozice zaniklých a zanikajících řemesel. Celá expozice však byla rozdělena do tří kategorií, historicko-národopisné, přírodně-zemědělské a řemeslně-průmyslové.
V roce 1924 se muzeum přesunulo do budovy bývalého hejtmanství (dnes budova Náměstí míru čp. 10). V budově bylo muzeu vyčleněno pět a při následném rozšíření muzea v roce 1931 sedm místností. Rozšířené prostory byly otevřeny při slavnostním sokolském sletu. Muzeum bylo tehdy zaměřeno na národopis a historii a mělo také svůj archiv a knihovnu.
Důležitým faktem bylo založení muzejního spolku v roce 1929. Tím se ještě zvýšil zájem odborné veřejnosti, ze které pocházelo mnoho dobrovolných pracovníků a podporovatelů muzea. Rozvoj muzea pozastavila druhá světová válka, za níž musely být exponáty uloženy v provizorních prostorách měšťanských domů. Úschova však proběhla včas a předměty byly ušetřeny větších škod. Po válce byla zkonfiskována poslední majitelce Anně Marii Schaffgotschové budova zámku, kterou následně roku 1947 dostalo muzeum ke svému užívání. Jedním z následných cílů muzea se tak stala oprava poškozené budovy zámku a péče o zbylý inventář zámku. Podobně se muzeum snažilo zajistit i předměty z dalších blízkých zámků. František Jech byl správcem muzea do roku 1952, později byl jako nepohodlný zbaven místa[zdroj?] a vedení se ujal dosazený správce František Pol. Pod jeho vedením muzeum pomalu upadalo, což potvrzuje třeba rozpuštění muzejního spolku.[zdroj?]

### Po druhé světové válce
V roce 1957 byl František Pol zvolen předsedou Městského národního výboru a funkce správce muzea se zřekl, a to aniž by řešil otázku výběru svého nástupce. A tak muzeum ztratilo na zájmu. Pouze příležitostně provázel v místních prostorách Jaroslav Horký, správce budov již z období šlechtického držení zámku. Nutno se ale ještě zmínit o archeologických výzkumech na hradištích Palliardiho, které vedl Jaroslav Sobotka a u Vysočan řízené Jaroslavem Králem. Dále byly provedeny průzkumy u Hostimy a v samotných Moravských Budějovicích. Tyto akce v období stagnace muzea v 50. letech zajistily muzeu mnoho exponátů. Roku 1959 však přišla další rána, když se muzeum muselo dělit o prostory zámku s okresní knihovnou. O rok později ztratilo muzeum nálepku okresní a to z důvodu rušení původních okresů.
Až do roku 1965 muzeum pouze živořilo, v tomto roce bylo rozhodnuto začlenit jej do Západomoravského muzea v Třebíči. V témže roce se nakrátko stal správcem muzea známý učitel a regionální vlastivědný spisovatel Emil Jenerál. Rychle však musel tuto pozici opustit. Ředitelem muzea se následně stal Jiří Uhlíř. Od roku 1970 byla ředitelkou PhDr. Olga Jerová. Za jejího působení v roce 1975 bylo schváleno, že se muzeum bude jako pobočka muzea v Třebíči, věnovat dokumentaci a prezentaci tradičních řemesel na jihozápadní Moravě. Tím dostalo stále ještě živořící muzeum novou náplň. Tento rok byly v návaznosti na toto zaměření otevřeny Masné krámy. Toto tržní prostranství se stalo vhodným místem pro prezentaci řemesel, které se tu dříve provozovaly.
V roce 1976 se ředitelkou stala restaurátorka Marie Nehybová. V té době se v muzeu pilně pracovalo na obnově poškozených předmětů, na zřízení depozitářů a na nové expozici. Ta byla otevřena v roce 1981 a dělila se na archeologii, historii města a největší část zaujímaly prostory věnované počátkům dělnického hnutí a vzniku KSČ ve městě. O rok později přibyla ještě expozice městských řemesel.

### Po sametové revoluci
Prvním porevolučním krokem bylo r. 1990 zrušení expozice věnované dělnickému hnutí. Úspěšným rokem se ukázal být rok 1992 kdy byl znovu založen místní muzejní spolek, byla přestěhována knihovna a byly provedeny dílčí stavební úpravy na budově zámku. Následující rok byly otevřeny expozice panského pokoje a loveckého sálu.
Na dva roky 1994 – 1996 byla ředitelkou muzea Mgr. Jitka Kadlecová, dcera Marie Nehybové. Začátkem roku 1996 se stal ředitelem muzea znalec regionální historie František Vlk. Od té doby došlo v muzeu k velkým změnám a proběhlo hodně práce, především se znovu uzpůsobovaly prostory pro nové expozice a bylo provedeno mnoho restaurátorských prací. Pro veřejnost byla zpřístupněna také blízká kostelní věž a byly zrenovovány Masné krámy.
V roce 2008 se stal novým ředitelem muzea Václav Kovář.
Tradičně se v muzeu koná předvánoční výstava s názvem "Podhorácké Vánoce v prostorách času".
V roce 2017 muzeum požádalo o dotaci ve výši 17 milionů Kč, kdy ty mají být určeny na modernizaci expozic, které pochází z 80. let 20. století. Měla by být vytvořena dějová linka a umožněno dotýkat se exponátů a měla by být zvýšena interaktivita expozic. Rekonstrukce by měla být dokončena v roce 2020. Rekonstrukce se prodloužila, mimo jiné byla přesunuta recepce do přízemí, v patře vznikly nové expozice, první připomene historii města, druhá se bude věnovat řemeslům. Otevřít nové expozice by muzeum mělo v roce 2022. Celkové náklady na rekonstrukci dosáhly 19 milionů Kč, byly instalovány dvě nové expozice, první se jmenuje Řemesla a živnosti jihozápadní Moravy, druhá pak Příběh města a zámku. Muzeum bylo znovuotevřeno na začátku dubna roku 2022.

## Expozice muzea

### Původní expozice před rekonstrukcí

#### Expozice archeologie
Expozice byla utvořena především nálezy místního archeologa Jaroslava Palliardiho, dále pak nálezy z vykopávek prováděných v okolí města v padesátých letech 20. století, které největší měrou vedl Jaroslav Svoboda. Ze vzácností lze zmínit eneolitickou sošku měsíční bohyně nebo sbírku gotických kachlí nalezených v blízkosti zámku.

#### Expozice historie města
Pojednává o vývoji města od středověku do novověku. V expozici jsou uvedeny informace o jednotlivých rodech, vlastnících panství, dále v ní nalezneme kopie pečetí a pečetidel, a fotokopie středověkých listin. Nejznámější je od císaře Zikmunda z roku 1421. V expozici se dále nachází středověké předměty denní potřeby, např. zbraně. Z dalších zajímavostí lze zmínit městskou pokladnici s několika zámky nebo pozůstatek městského vodovodu z 16. stol.

#### Expozice řemesel
Základ expozice byl položen již za Jaroslava Jecha a v dnešní podobě funguje prakticky již od sedmdesátých let. Expozice je věnována jednotlivým cechům, řemeslnickým dílnám a jejich výrobkům, z nichž některé byly prezentovanými tradičními způsoby vyráběny v Moravských Budějovicích ještě před sto lety.
V první místnosti je návštěvník seznámen s cechy a jejich historií. Zavěšené vitríny jsou věnovány výrobkům jednotlivých cechů. Jsou tu prezentováni cínaři, hodináři, zbrojíři, voskaři, oplatkáři a perníkáři.
Druhá místnost je věnována krejčím, kožešníkům, kloboučníkům a čepičářům. V druhé místnosti expozice je vystaveno množství historických žehliček a šicích strojů. Nástroje jsou doplněny o výrobky oblečení, čepic a klobouků.
V třetí místnosti se nachází zámečnická a pilníkářská dílna. Zámečnictví je prezentováno výrobky dveřních i visacích zámků, komplikovaným zámkem železné pokladnice, ozdobnými závěsy dveří, či hodinovým strojem z místní věže. V dílně se nachází ruční vrtačka a sada nářadí se svěrákem. V pilníkářské dílně je umístěn velký stroj na polotvary pilníků a velký měch do kovářské výhně a sada sekáčků a kladiv.
Čtvrtá místnost je věnována hřebenářství a perleťářství. Ve vitrínách jsou představeny zdobné práce hřebenů vyrobených z kravských rohů. Perleťářství mělo v Moravských Budějovicích velkou tradici. Je v expozici zastoupeno šlapacím soustruhem, děrovačkou a leštičkou na knoflíky. Také množství knoflíků, polotovarů a zbytků perleti dokládá tuto skutečnost.

#### Expozice počátky průmyslu v Moravských Budějovicích
Expozice je zaměřena na významné podnikatele Moravských Budějovic především v období 19. a začátku 20. století. Je to doba počátku průmyslu. První menší místnost je na jedné straně věnována knihařství, knihtiskařství a knihkupectví a na straně druhé dřevozpracujícím oborům – pilařství, tesařství, stolařství, kolářství a soustružnictví. Z exponátů lze zmínit knihařský ořezávací stroj, zlatičku, či dřevěnou přímočarou pilku na nožní pohon.
V druhé větší místnosti nalezneme expozice dopravy, peněžnictví, kovozpracující obory, kůže zpracující obory, stavebnictví a zemědělství. V části věnované dopravě je připomenuta Rakousko-Uherská severozápadní dráha a v peněžnictví založení První vzájemné záložny. Kovozpracující obory byly v Moravských Budějovicích silně zastoupeny a to především známou Smrčkovou továrnou. Mezi okny je vystaven soustruh s transmisí na ruční pohon z dílny Josefa Šplíchala. V rohu u dveří je vystavena povříslovačka a uprostřed místnosti stojí staré dřevěné šlapací kolo.

#### Expozice zámeckého interiéru
V expozici jsou uloženy některé předměty z původního inventáře zámku, ale ne vše má původ odtud. Jsou uvedeny i předměty původem z jiných blízkých zámků nebo dlouhodobé výpůjčky. Celek má ale přiblížit život na zámku především za posledních majitelů, šlechtické rodiny Wallisů.
První pokoj navazuje na historickou expozici. Nachází se zde novorenesanční a secesní nábytek na stěnách visí sbírka zbraní z třicetileté války, historické mapy Moravy a obraz hradu Sádek. Ve velkém sále se nalézají obrazy šlechtického rodu Wallisů, galerii doplňují barokní skříně, pracovní stůl a tři neogotické vitraje. Ve směru návštěvní trasy následuje ložnice hraběnky s barokní toaletní soupravou, barokní skříní a empírovou postelí.
Trasa se stáčí v pracovně hraběte Rudolfa Salma. K vidění tu jsou zbraně, trofeje a fotografie z jeho afrických loveckých výprav. Na stěnu byly dodatečně umístěny erby bývalých majitelů panství. Trasa prohlídky pokračuje do panské jídelny s historickým čalouněným nábytkem a skříní na nádobí. Na stěnách jsou vidět další africké trofeje a také rytiny od Ribingera. Další část prohlídkové trasy vede do panského empírového pokoje se sedacím nábytkem a skleníky s porcelánem, pokoj je i hudebně zařízen, nachází se zde harmonium a stojan na noty.
Poslední místností prohlídky je lovecký sál. Jak název napovídá v místnosti zaujmou především exotické lovecké trofeje, ty jsou doplněny fotografiemi z cest. Z nábytku lze zmínit vyřezávaný příborník, dubový stůl, kuřácký stolek s křeslem nebo skleník se sbírkou skla.

#### Lidová světnice v podkroví
Je zpřístupněna jen příležitostně. Jedná se o interiér venkovského obydlí z tohoto kraje. Nacházejí se zde lidové malované skříně, postel, lavice, police, dvě truhly, smrkový stůl, kolébka, židle a kolovrat.

### Expozice po rekonstrukci

#### Řemesla a živnosti jihozápadní Moravy
Expozice se nachází v budově zámku a masných krámech, prezentuje 26 řemesel a živností, které se v oblasti jihozápadní Moravy provozovaly od 16. století do druhé poloviny 20. století. Jsou uvedeny příklady řemesel jako jsou řezníci, pekaři, krejčí, pilníkáři, hřebenáři nebo perleťáři.

#### Příběh města a zámku
Expozice se nachází v zámku, věnuje se historii města Moravské Budějovice a osobnostem spojených s historií města. Byly také upraveny místnosti zámku tak, aby odpovídaly vzhledu na přelomu 19. a 20. století, kdy byly obývány hraběcí rodinou Salmů.

### Masné krámy
K muzeu patří také prostory tzv. masných krámů v Purknerově ulici. Budova má podkovovitý tvar a je rozdělena na malé krámky, koncipované po obvodu centrálního dvorku. V krámech fungoval provoz od roku 1839 do konce třicátých let 20. století. Dále stavba ztratila své využití a chátrala. Muzeum památku získalo v roce 1972 a započalo s opravami. Od roku 1975 zde byla vystavena expozice zanikajících řemesel. Budova byla v osmdesátých letech upravována a 2001 až 2002 pro vlhkost znovu opravena a obnovena. Dnes jsou zde prezentovány venkovská řemesla. V jednotlivých dílnách se návštěvník může seznámit s nástroji a výrobky sítařů, barvířů, hrnčířů, kamnářů, kolářů, kovářů, podkovářů, přadláků lnu, sedlářů, ševců a řezníků. Do vnitřní strany zdi uzavírající dvorek je vsazena starodávná plastika řezníka s býkem.

## Výstavy
Dne 29. dubna 2016 byla v muzeu otevřena výstava 3/5 Strnadi, je to výstava, která časosběrně mapuje život výtvarníků a jejich díla z rodiny Strnadových, tj. Bojdy Strnada, Miloše Strnada, Leopolda Strnada, Jiřího Strnada a Vítězslavy Strnadové. V srpnu roku 2016 bud uvedena výstava k 120 letům od založení železnice Moravské Budějovice - Jemnice.
V roce 2018 byla uvedena výstava Bratři Foersterovi – umělci tónu, slova a palety. V roce 2024 byla uvedena výstava Příroda léčí, výstava se zabývá léčivými bylinami a byla uspořádána ve spolupráci s přírodovědným oddělením Muzea Vysočiny Třebíč.